# Kuwait City
Kuwait City er hovedstaden i det asiatiske land Kuwait og er med sine 2.989.000(2018)indbyggere også landets største by. Byen er det såvel økonomiske, kulturelle og politiske centrum i det lille emirat. Her findes størstedelen af landets virksomheder og banker, samt parlamentet Majlis Al-Umma.
Kuwait City ligger på kysten til den Persiske Golf.

## Historie
i 1613 blev byen Kuwait grundlagt og startede som en fiskerby. I 1716 begynde Bani Utubs "stammen" at flytte til byen, på det tidspunkt var byen stadig en fisker by. I det attende århundrede blomstrede Kuwait og blev hurtigt det vigtigste handelscenter for varer der gik mellem Indien, Muscat, Bagdad og den arabiske halvø. 
I 1775 til 1779 var byen Basra under belejring af Zand-dynastiet som var et dynasty der kontrollerede central Iran, Aserbajdsjan og dele af Iraq og Armenien. Resultat var at nogle Iraqi handelsmænd to tilflugt i byen hvilke hjælp byen med at udvikle dens handel og skib industri.

## Klima
| Vejr for Kuwait City, Kuwait                                                                   | Vejr for Kuwait City, Kuwait | Vejr for Kuwait City, Kuwait | Vejr for Kuwait City, Kuwait | Vejr for Kuwait City, Kuwait | Vejr for Kuwait City, Kuwait | Vejr for Kuwait City, Kuwait | Vejr for Kuwait City, Kuwait | Vejr for Kuwait City, Kuwait | Vejr for Kuwait City, Kuwait | Vejr for Kuwait City, Kuwait | Vejr for Kuwait City, Kuwait | Vejr for Kuwait City, Kuwait | Vejr for Kuwait City, Kuwait |
|                                                                                                | Jan                          | Feb                          | Mar                          | Apr                          | Maj                          | Jun                          | Jul                          | Aug                          | Sep                          | Okt                          | Nov                          | Dec                          | År                           |
| ---------------------------------------------------------------------------------------------- | ---------------------------- | ---------------------------- | ---------------------------- | ---------------------------- | ---------------------------- | ---------------------------- | ---------------------------- | ---------------------------- | ---------------------------- | ---------------------------- | ---------------------------- | ---------------------------- | ---------------------------- |
| Gennemsnitlig maks °C                                                                          | 19,5                         | 21,8                         | 26,9                         | 33,9                         | 40,9                         | 45,5                         | 46,7                         | 46,9                         | 43,7                         | 36,6                         | 27,8                         | 21,9                         | 34,3                         |
| Gennemsnitlig min °C                                                                           | 8,5                          | 10                           | 14                           | 19,5                         | 25,4                         | 28,9                         | 30,7                         | 29,5                         | 26,2                         | 21,5                         | 14,5                         | 9,9                          | 19,9                         |
| Gennemsnitlig nedbør mm                                                                        | 30,2                         | 10,5                         | 18,2                         | 11,5                         | 0,4                          | 0                            | 0                            | 0                            | 0                            | 1,4                          | 18,5                         | 25,5                         | 116,2                        |
| Kilde (2016): World Meteorological Organization (temperature and rainfall 1994–2008) (engelsk) |                              |                              |                              |                              |                              |                              |                              |                              |                              |                              |                              |                              |                              |